# آرثر روزنتال
آرثر روزنتال (بالألمانية: Arthur Rosenthal)‏ هو رياضياتي ألماني، ولد في 24 فبراير 1887 في فورت في ألمانيا، وتوفي في 15 سبتمبر 1959 في لافاييت في الولايات المتحدة.